# Калум Кит Рени
Калум Кит Рени (енгл. Callum Keith Rennie; Сандерленд, 14. септембар 1960) канадски је позоришни, филмски и ТВ глумац.
Емигрирао је са родитељима у Канаду из Уједињеног Краљевства 1964. године. Почео је да глуми са двадесет пет година у неколико позоришних представа. Међу његовим радовима су: Мементо, Калифорникација, Блејд: Тројство, Невидљиви, Педесет нијанси — Сива, Рођен да буде плав, Воркрафт: Почетак, Слагалица страве 8 и Човек у високом дворцу, поред многих.